# 빌리 데이비스
윌리엄 매킨토시 "빌리" 데이비스(영어: William McIntosh "Billy" Davies, 1964년 5월 31일 ~ )은 스코틀랜드의 전 축구 선수이자, 축구 감독이다.

## 감독 수상 경력

### 클럽

#### 더비 카운티
- 풋볼 리그 챔피언십 플레이오프 우승: 2006-2007

### 개인
- 스코틀랜드 프리미어리그 이달의 감독:
  - 머더웰 FC: 2000년 11월
- 풋볼 리그 챔피언십 이달의 감독:
  - 프레스턴 노스 엔드 FC: 2006년 1월, 2006년 4월
  - 더비 카운티 FC: 2006년 11월, 2007년 1월
  - 노팅엄 포리스트 FC: 2009년 12월, 2011년 1월, 2013년 3월